# Scheldeland
Het Scheldeland is een Vlaamse regio die zich langs de Schelde (Rivierpark Scheldevallei), de Dender en de Rupel uitstrekt. Het Scheldeland wordt door de stedendriehoek Antwerpen, Brussel en Gent gevormd. In 2023 werd het Nationaal Park Scheldevallei opgericht in de regio.
De steden en gemeenten die tot het Scheldeland behoren zijn Aalst, Berlare, Boom, Bornem, Buggenhout, Denderleeuw, Dendermonde, Destelbergen, Erpe-Mere, Gent, Haaltert, Hamme, Hemiksem, Laarne, Lebbeke, Lede, Mechelen, Melle, Merelbeke, Niel, Ninove, Puurs, Rumst, Schelle, Sint-Amands, Wetteren, Wichelen, Willebroek en Zele.
De delen van de gemeenten Kruibeke en Temse die aan de Schelde liggen, horen promotioneel zowel tot het Scheldeland als tot het Waasland.
Het Scheldeland wordt nog eens opgedeeld in de Denderstreek (dat o.a de Faluintjesstreek omvat), Land van Dendermonde, Rupelstreek, Vaartland, Klein-Brabant en Bloemenstreek.
Sommige gemeenten behoren zowel tot de Denderstreek als tot het Land van Dendermonde terwijl sommige gemeenten tot de Vlaamse Ardennen en tot de Denderstreek behoren, maar niet tot het Scheldeland. De grenzen van het Scheldeland vallen dus niet volledig met de grenzen van de opgedeelde streken samen. De Scheldelandroute loopt door de streek.

## Afbeeldingen

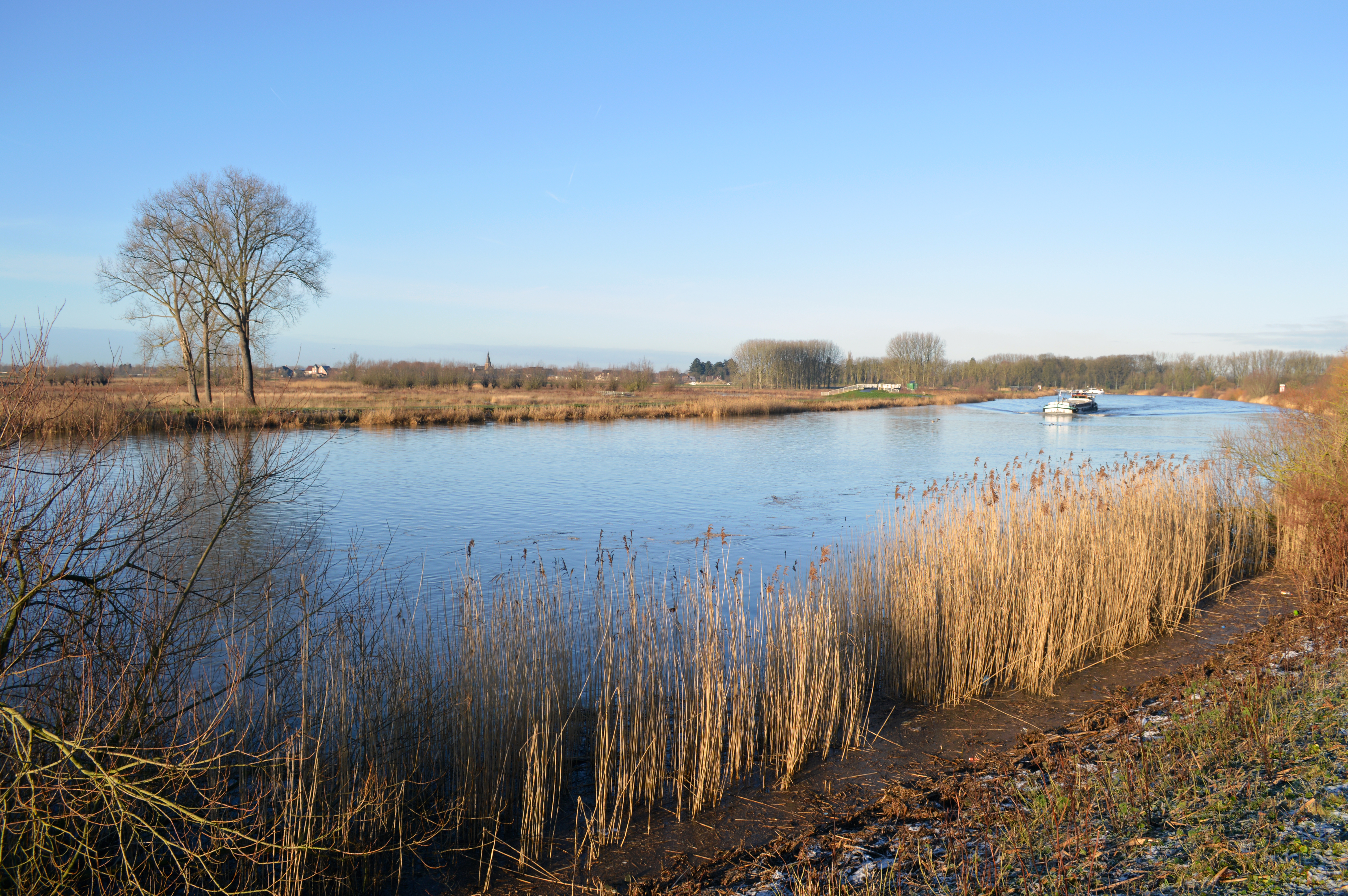
De Schelde aan de Bergenmeersen
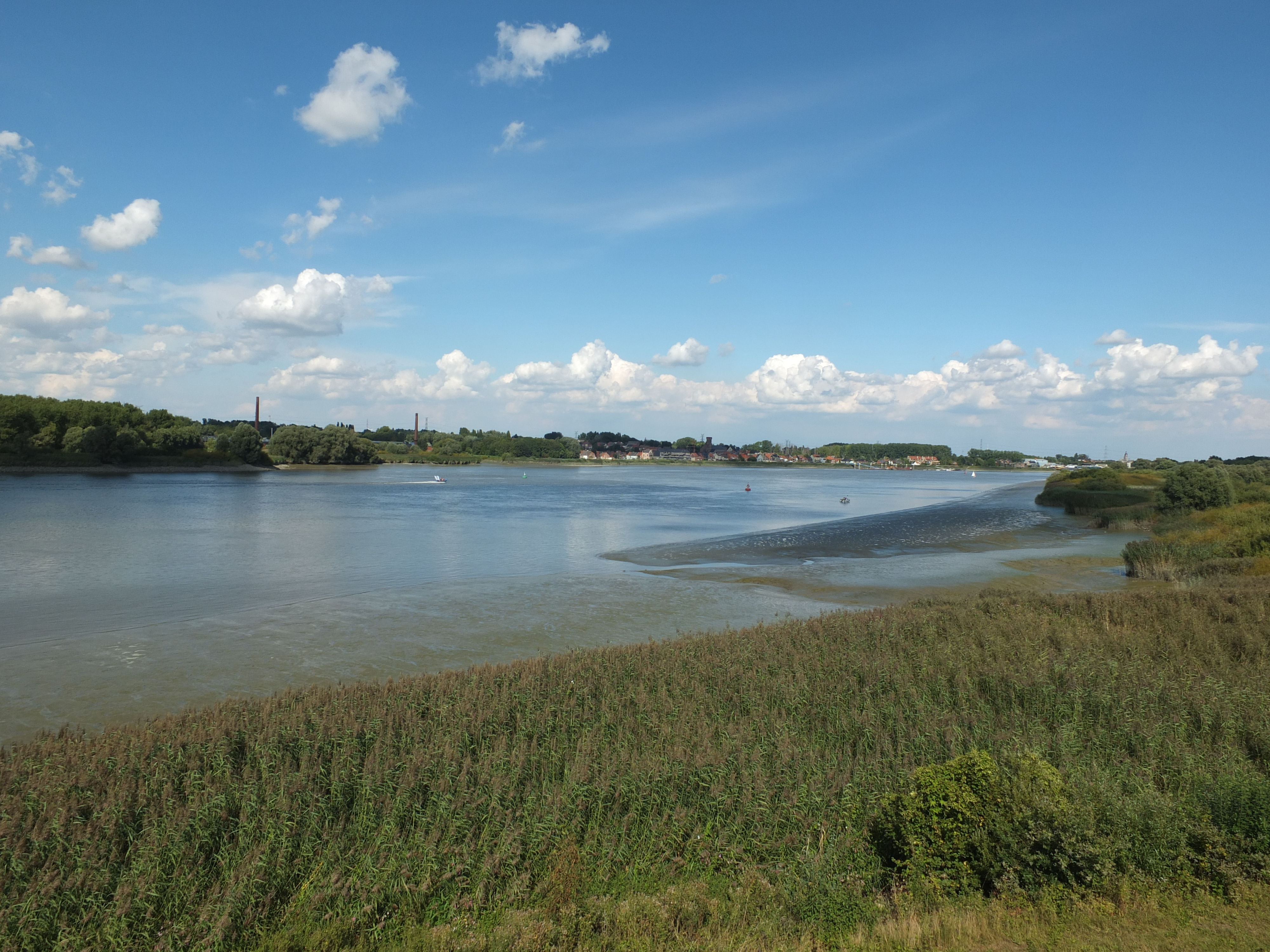
De Schelde in Bornem
Monding van de Durme in de Schelde
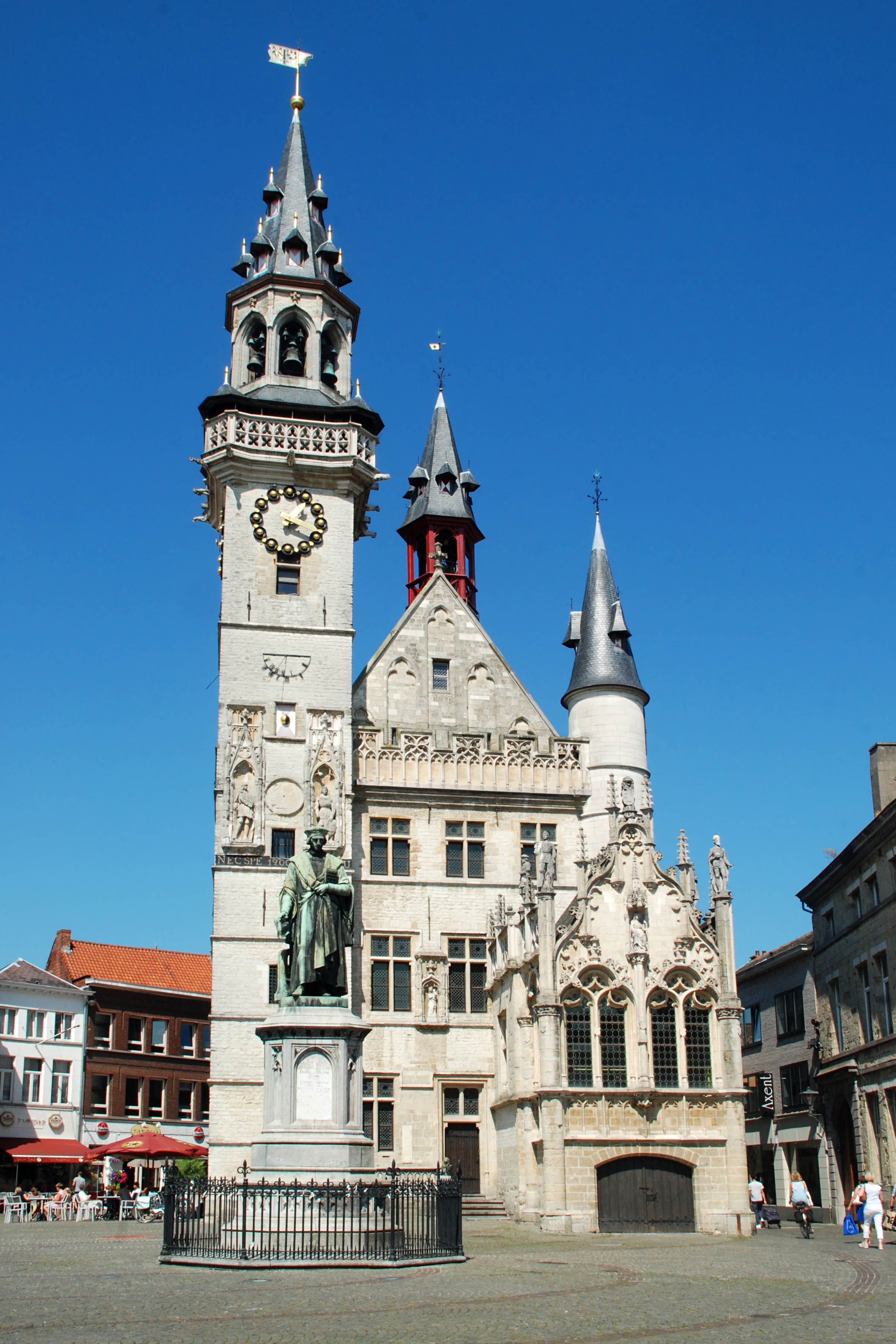
Aalst
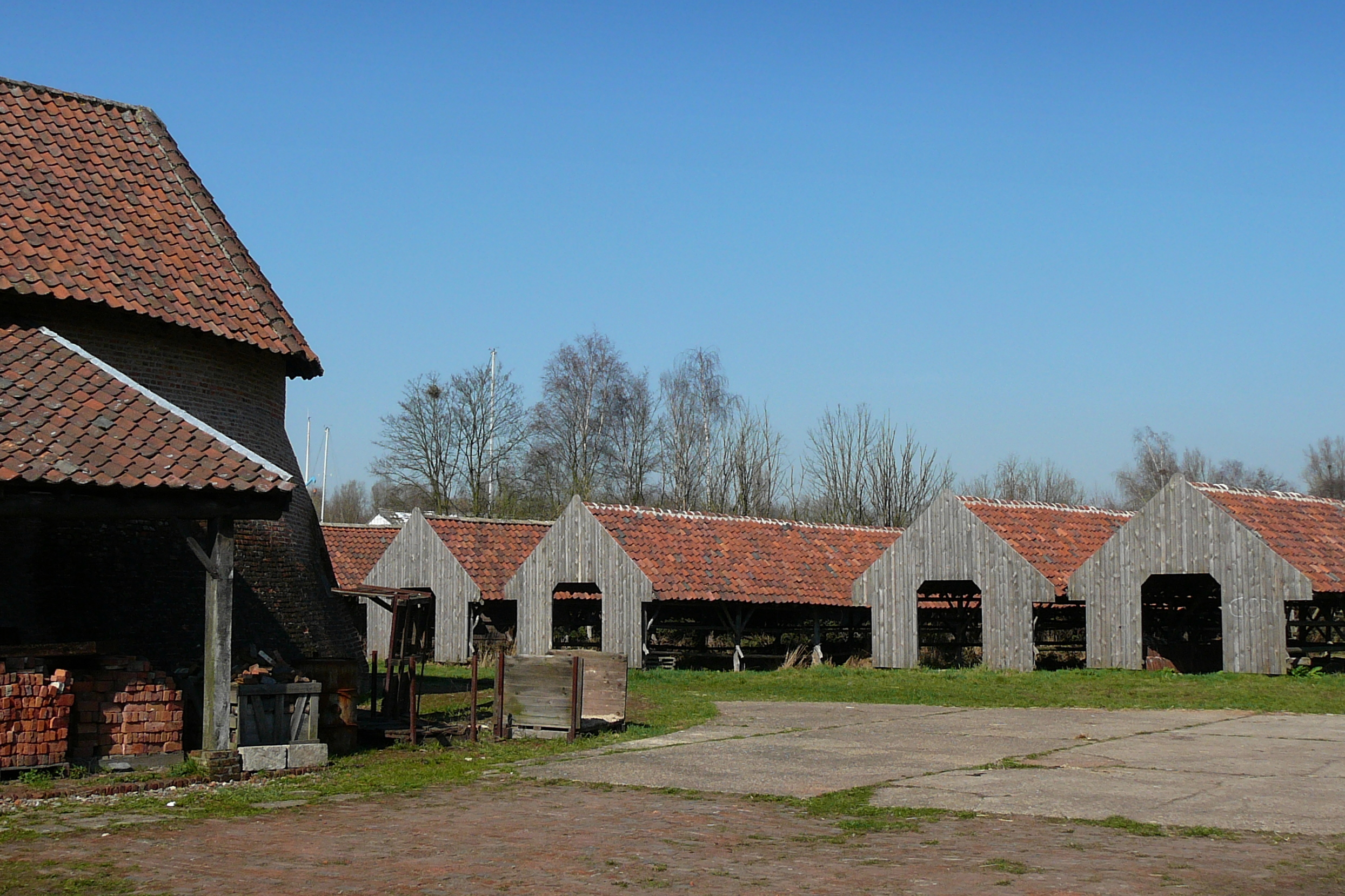
Steenbakkerijmuseum Rupelstreek
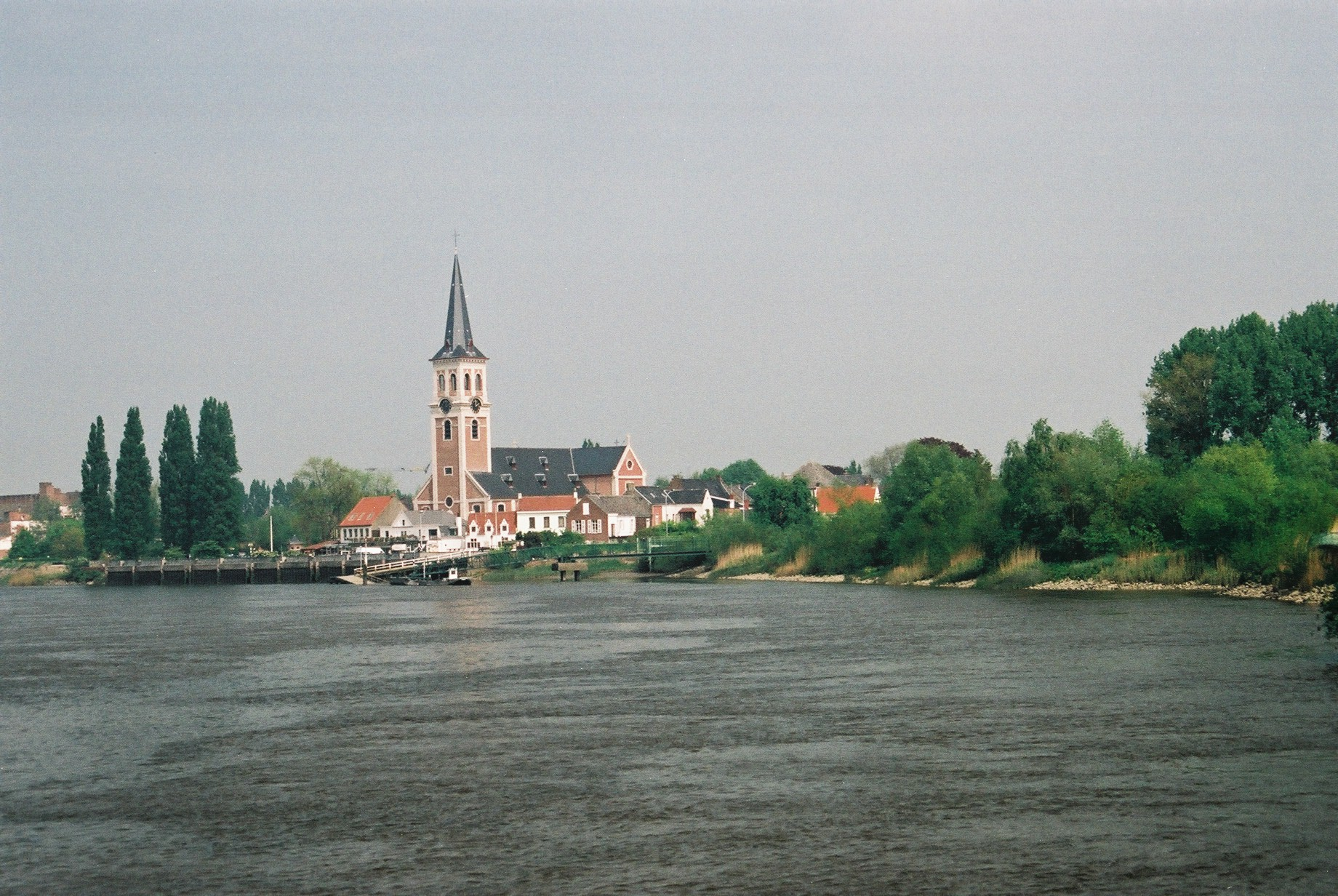
Sint-Amands aan de Schelde
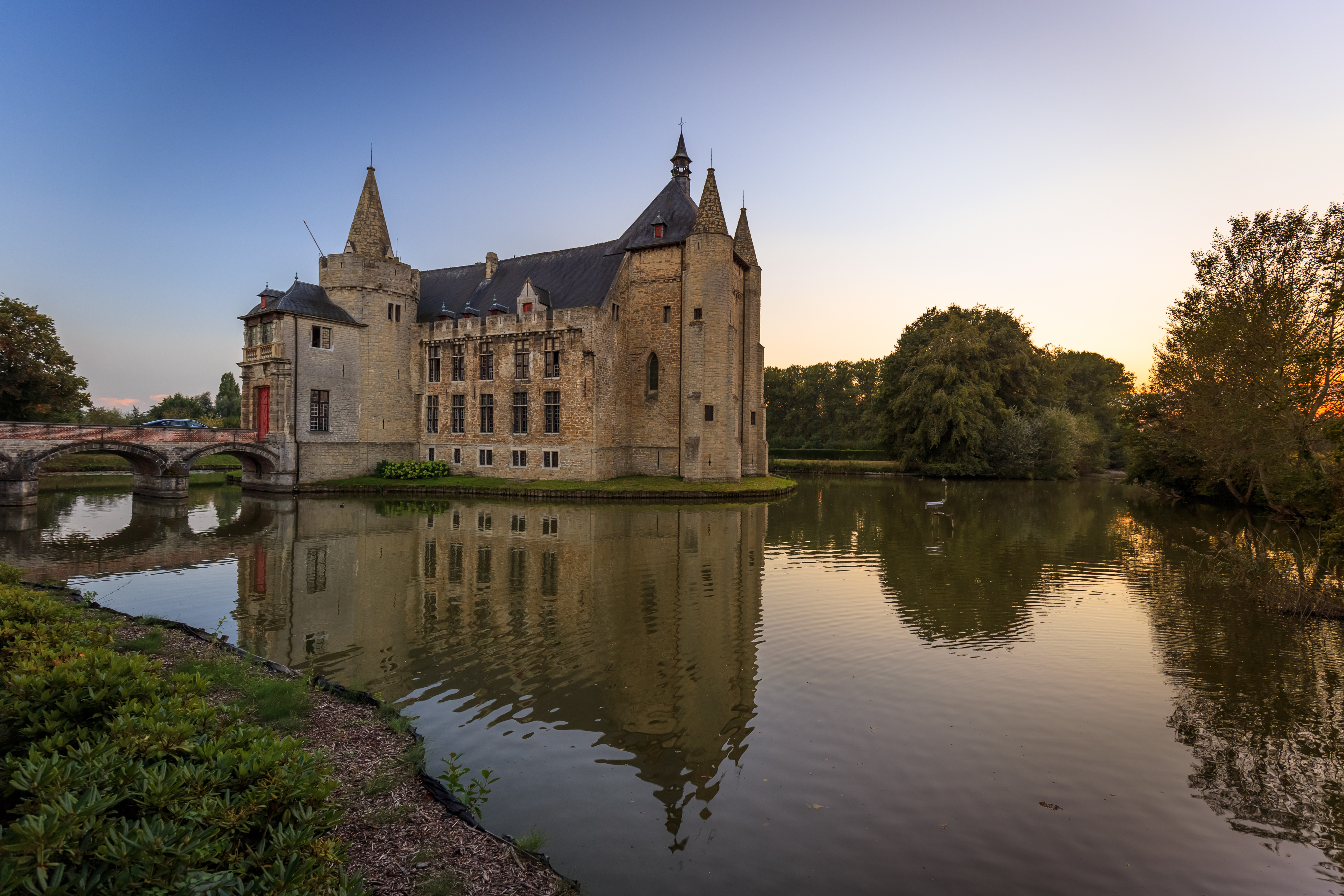
Kasteel van Laarne
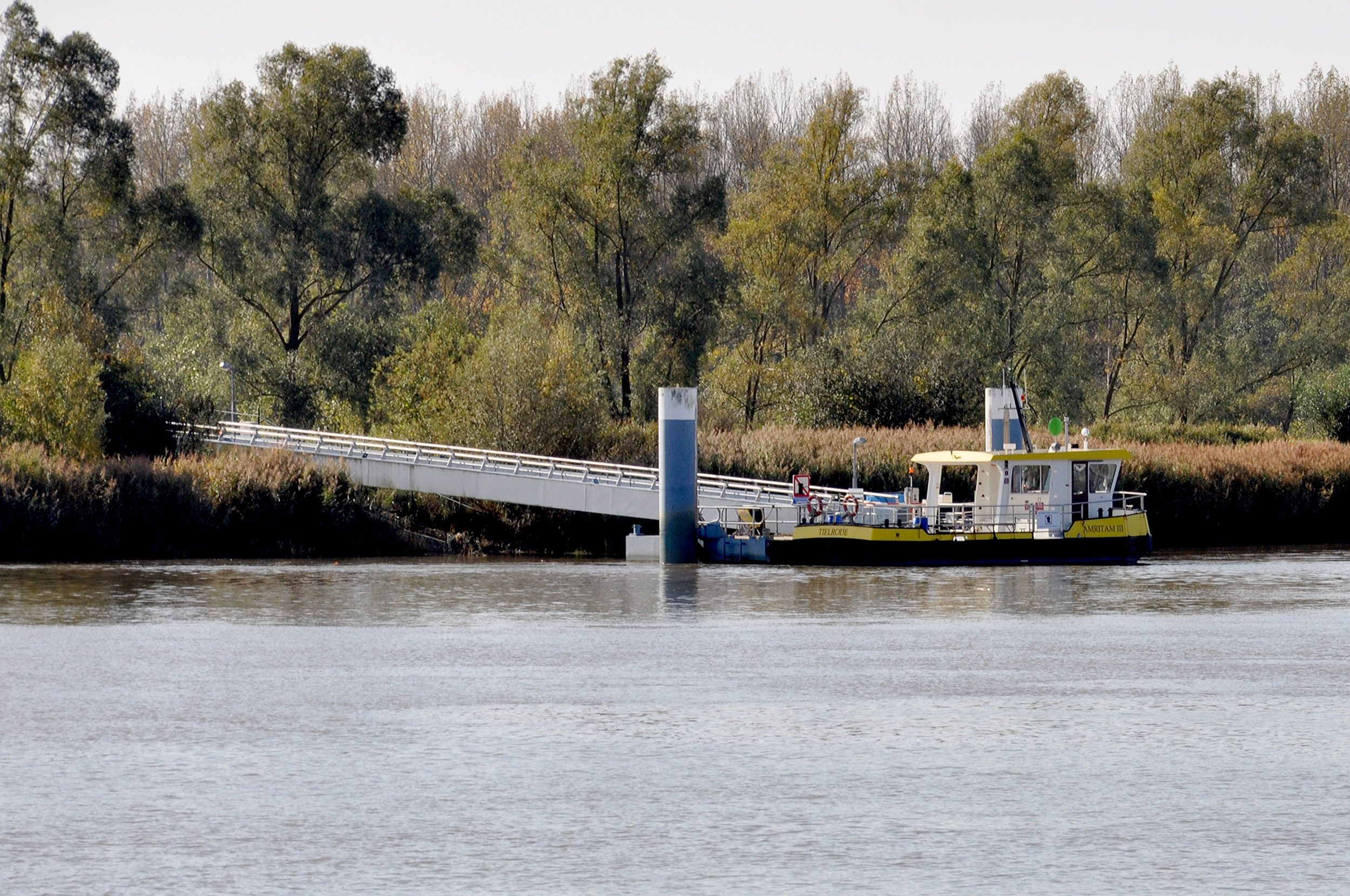
De Schelde in Rupelmonde
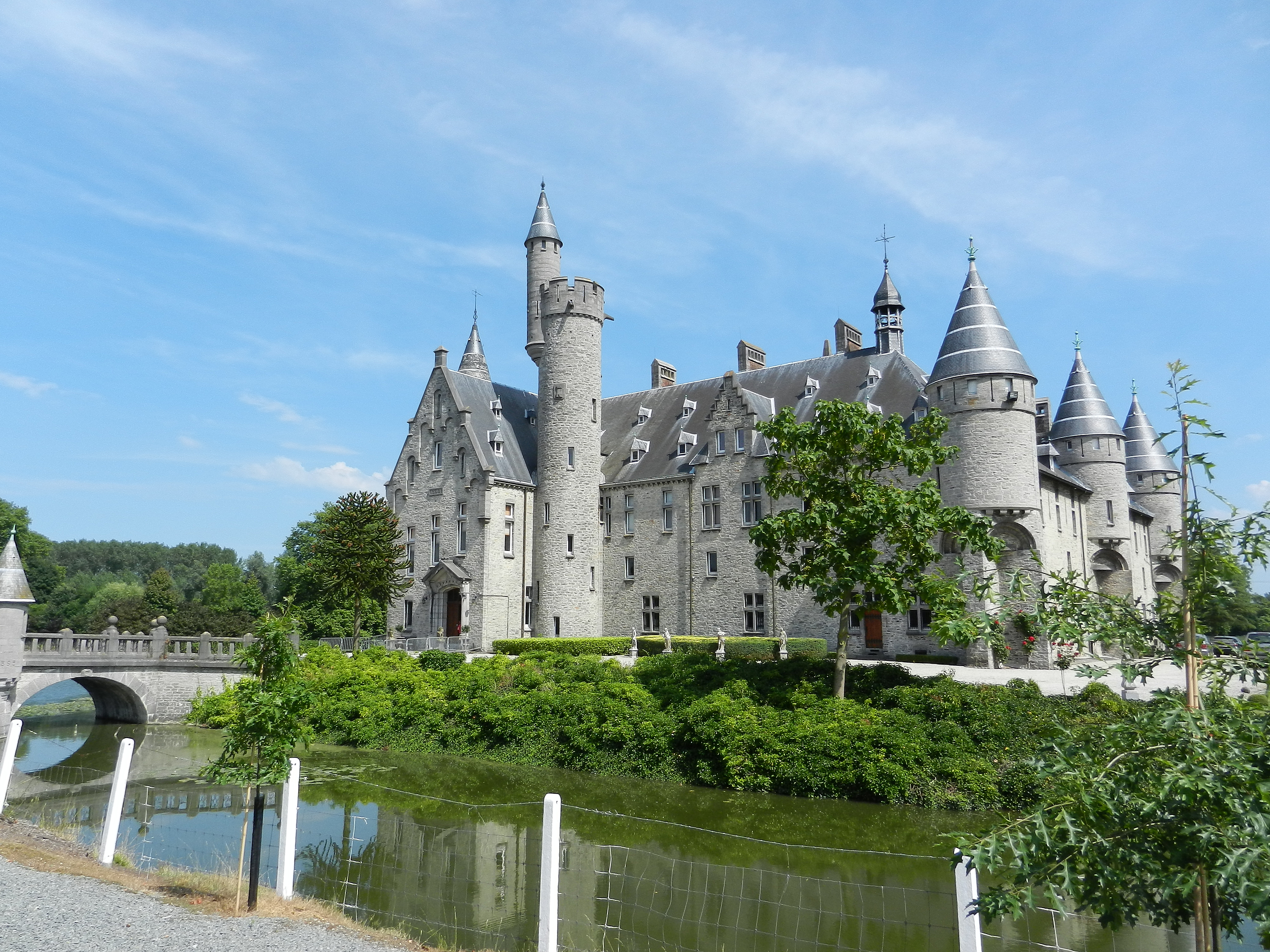
Kasteel Marnix de Sainte-Aldegonde
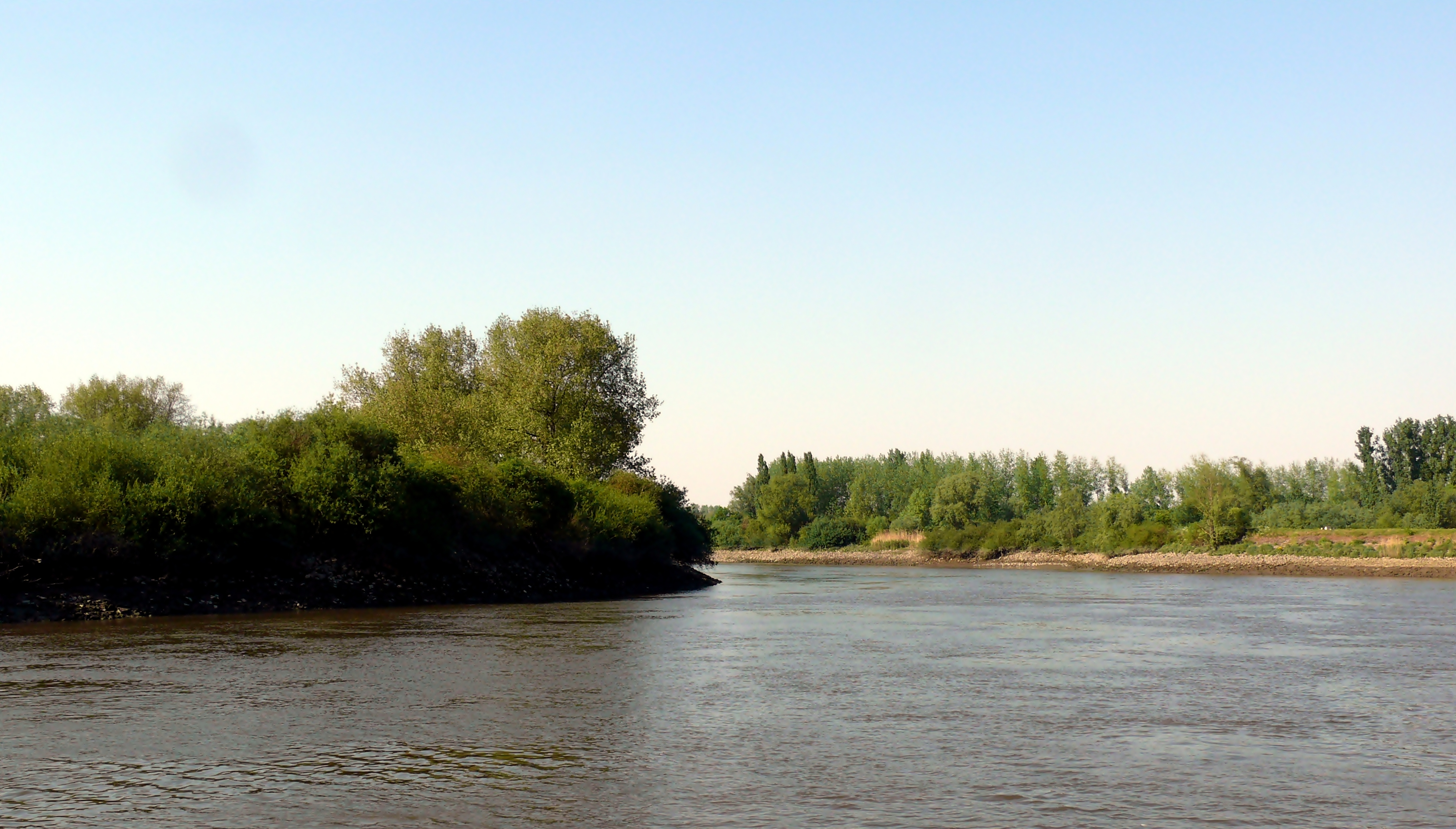
De Schelde in Dendermonde
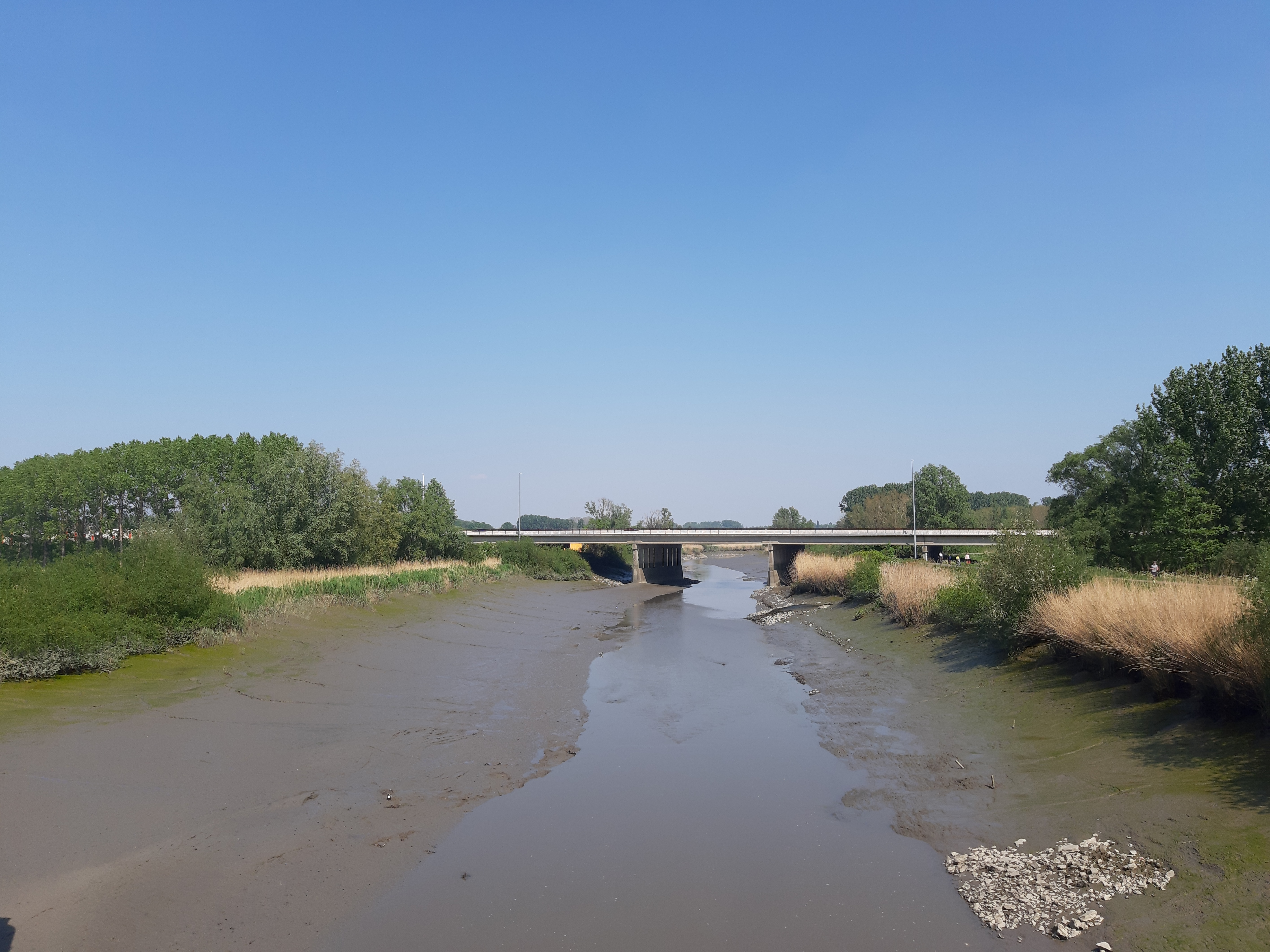
De Durme
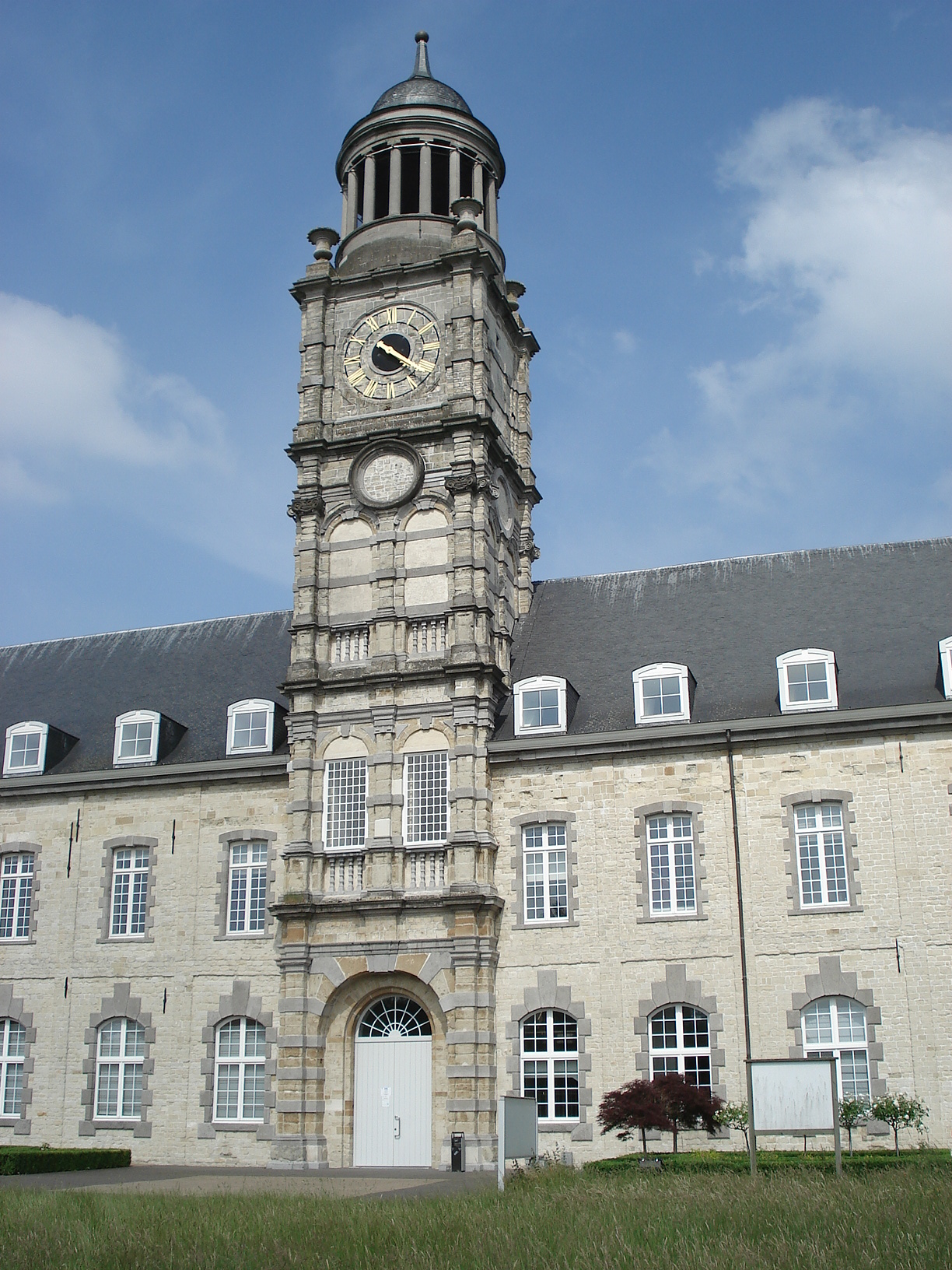
Sint-Bernardusabdij van Hemiksem
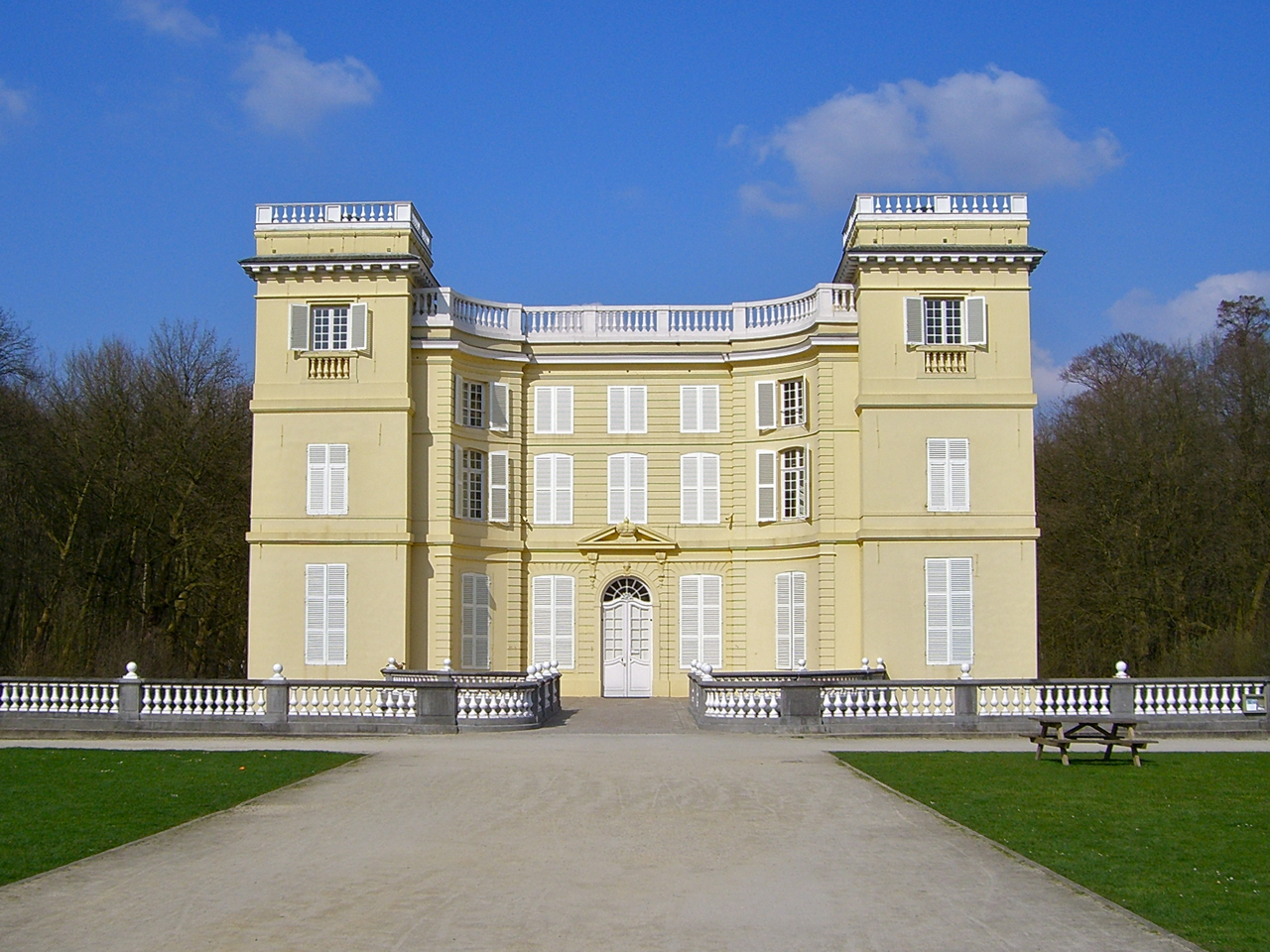
Kasteel van Hingene
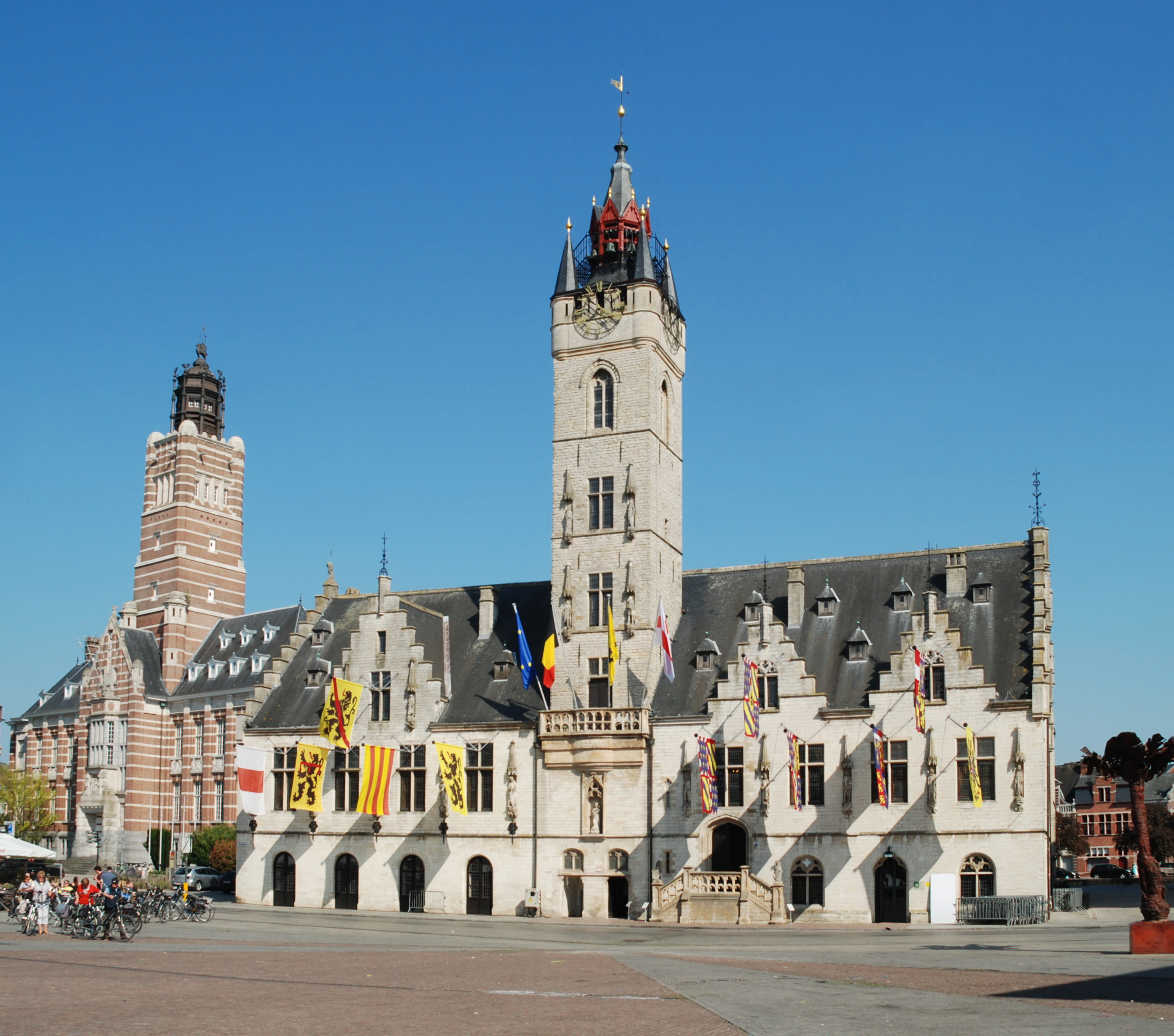
Dendermonde
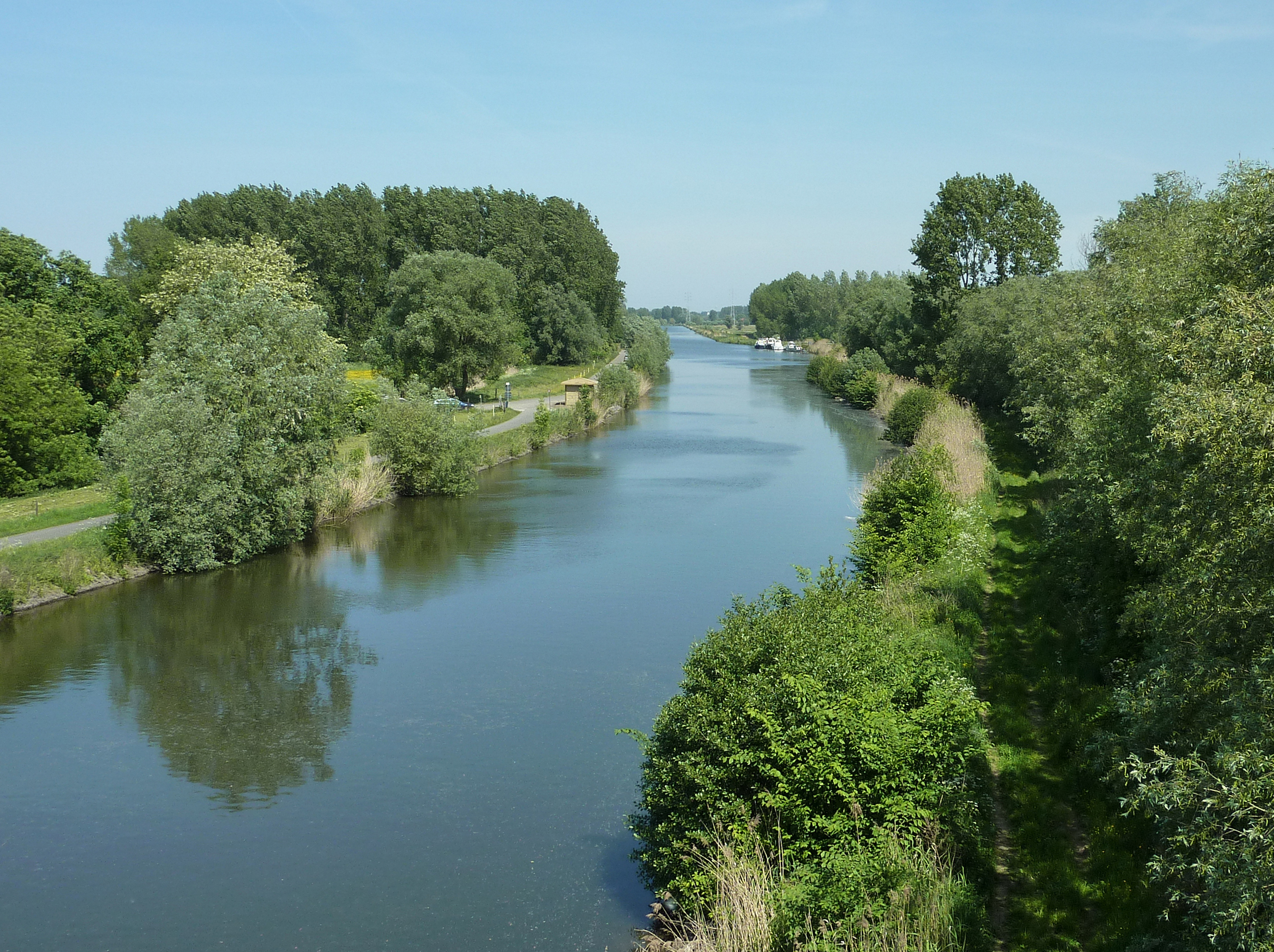
De Dender
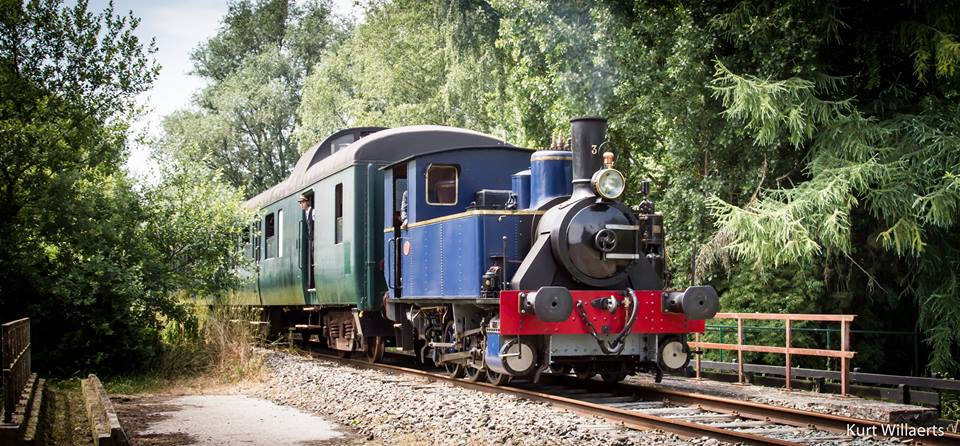
Stoomtrein Dendermonde Puurs